# Маржа
- Маржа́[1] — разница между ценой и себестоимостью (аналог понятия прибыль)[2]. Может быть выражена как в абсолютных величинах (например, рублях), так и в процентах, как отношение разности между ценой {\displaystyle x_{1}} и себестоимостью {\displaystyle x_{2}} к цене, то есть по формуле {\displaystyle (x_{1}-x_{2})/x_{1}} (в отличие от торговой наценки, которая вычисляется как та же самая разница по отношению к себестоимости, то есть {\displaystyle (x_{1}-x_{2})/x_{2}}).

- Маржа́ (англ. Margin от фр. Marge — разница) — термин, применяемый в торговой, биржевой, страховой и банковской практике для обозначения разницы между ценами товаров, курсами ценных бумаг, процентными ставками и другими показателями.

- Маржа́[1] — залог, обеспечивающий возможность получить во временное пользование кредит деньгами, ценными бумагами или товарами. Полученное используются для совершения спекулятивных биржевых сделок при маржинальной торговле. От обычного кредита маржинальный отличается тем, что получаемая сумма денег (или стоимость получаемого товара) как правило в несколько раз (иногда в сотни раз) превышает размер залога (маржи). Обычно маржа (маржинальное требование) указывается в процентах, как отношение суммы залога к сумме сделки (например, 25 %), или как соотношение долей (например, 1:4). Оба указанных примера описывают условия, по которым общая сумма сделок торговца может в четыре раза превышать сумму, предоставленную им в залог.